# لاذنابية
الحروف اللاذَنَّابية أو الخط غير المُذَيَِّل أو البنط من دون العُصَيَّات (بالإنجليزية: Sans-serif)‏ (نقحرة: سانس سيرف) أو (بالإنجليزية: Gothic)‏ (نقحرة: غوثيك) هو في طباعة المحارف المنضدة أو التحرُّف، شكل لا يحتوي على امتدادات للحروف تسمى الذِّنَابَات (تسمى أيضًا الذَّنَّابات أو العُصَيَّات) (بالإنجليزية: Serifs)‏ في نهاية الدفقة (بالإنجليزية: Stroke)‏. تميل محارف الخط غير المذيل إلى وجود اختلاف أقل في سمك الدفقات. غالبًا ما تستخدم للتعبير عن البساطة والحداثة أو البساطة.
أصبحت محارف الخط غير المذيل الأكثر انتشارًا لعرض النص على شاشات الكمبيوتر. في الشاشات الرقمية منخفضة الدقة، قد تختفي التفاصيل الدقيقة مثل السيرفات أو تظهر كبيرة جدًا. المصطلح يأتي من الكلمة الفرنسية sans ، وتعني «بغير» و "serif" غير مُحققة المصدر، يُرجّح أن تكو من الكلمة الهولندية schreef بمعنى «خط» أو دفقة قلم.  في الوسائط المطبوعة، تُستخدم في العرض أقل مما تُستخدم للنص الأساسي.
|  | محرف غير مذيل            |
|  | محرف مذيل                |
|  | الذنابات (ملونة بالأحمر) |